# Bernhard Schmitz
Bernhard Maria Schmitz (* 3. April 1819 in Hannover; † 14. April 1881 in Sanzkow) war ein deutscher Romanist und Anglist.

## Leben und Werk
Bernhard Schmitz, Sohn eines Lehrers, studierte in Berlin und Paris, promovierte und war zunächst Lehrer an einer Berliner Höheren Töchterschule. Ab 1850 war er Lehrer am Gymnasium in Greifswald. 1852 wurde er an der Universität Greifswald als Lektor für neuere Sprachen (Englisch und Französisch) angestellt. Von 1866 bis zu seinem Tod 1881 war er dort außerordentlicher Professor für die neueren Sprachen (Nachfolger: Hermann Varnhagen, bei Schmitz habilitiert, noch 1881 nach Erlangen berufen).
Der 1876 gestiftete Akademisch-Neuphilologische Verein Greifswald im WKV ernannte Schmitz zu seinem Ehrenmitglied.
Schmitz starb bei Angehörigen auf dem Gut Sanzkow bei Demmin und wurde auch dort begraben.

## Werke
- Die englische Aussprache in möglichst einfacher und zuverlässiger Darstellung, nach Sheridan, Walker, Knowles und Smart, Berlin 1849
- Englische Grammatik, nebst einer literarischen Einleitung in das Studium der englischen Sprache überhaupt, Berlin 1853, 3. Auflage, 5. Aufl. Berlin 1874
- Encyclopädie des philologischen Studiums der neueren Sprachen [Die Sprachwissenschaft überhaupt. Literarische Einleitung in das Studium der neueren Sprachen. Methodik des selbständigen Studiums der neueren Sprachen. Methodik des Unterrichts in den neueren Sprachen]. Greifswald 1859, 2. verbesserte Auflage mit Supplementen, Leipzig 1875–1881
- Vergleichende Synonymik der französischen und englischen Sprache mit Berücksichtigung des Lateinischen. Erster Teil: Französische Synonymik nebst einer Einleitung in das Studium der Synonyma überhaupt, Greifswald 1868, Leipzig 1877, 1883
- Ein Macaulay-Commentar. Anmerkungen zu Macaulay's History of England, vol. I: Zur Einführung in ein gründliches Verständnis dieses Geschichtswerkes und der englischen Sprache überhaupt, Greifswald 1870
- Deutsch-französische Phraseologie in systematischer Ordnung nebst einem Vocabulaire systématique. Ein Übungsbuch für jedermann der sich im freien Gebrauch der französischen Sprache vervollkommnen will, Greifswald 1872, 27. Auflage 1933
- Französische Grammatik, 3. Auflage, Berlin 1876